# 128
128 (CXXVIII) var ett skottår som började en onsdag i den julianska kalendern.

## Händelser

### Okänt datum
- Hadrianus besöker den romerska provinsen Africa terra för att inspektera trupperna där.
- Hadrianus påbörjar sin inspektion av provinserna i Grekland, Mindre Asien och Egypten.
- Sedan Sixtus I har avlidit väljs Telesphorus till påve (detta år, 125 eller 126).
- Fossil efter stora förhistoriska djur upptäcks i Dalmatia.
- Gaeru uppstiger på kungariket Baekjes tron på den koreanska halvön.

## Avlidna
- Sixtus I, påve sedan 115, 116, 117 eller 119 (död detta år, 125 eller 126)
- Giru, kung av det koreanska kungariket Baekje